# Sumburgh Head
Sumburgh Head est un cap situé à l'extrémité sud du Mainland des Shetland dans le nord de l'Écosse. La tête est un éperon rocheux de 100 m de haut dominé par le phare de Sumburgh Head. En vieux norrois c'était Dunrøstar høfdi, faisant référence au bruit du Sumburgh Roost. Les falaises abritent un grand nombre d'oiseaux de mer et la zone est une réserve naturelle de la Royal Society for the Protection of Birds (RSPB).
L'Aéroport de Sumburgh, qui est l'aéroport principal des Shetland, se trouve immédiatement au nord du de l'extrémité de la péninsule. Les vols desservent l'Écosse continentale, les îles Orcades et la Norvège.
Près de l'extrémité du cap se trouve le site archéologique de Jarlshof, à laquelle une série de colonisations passées date de la période néolithique .
La petite colonie de Grutness (en), qui est le terminus du service de ferry de Fair Isle, se trouve à 2 km au nord de Sumburgh Head.

## Phare
Robert Stevenson était l'ingénieur chargé de la construction du phare qui a été mis en service en 1821.

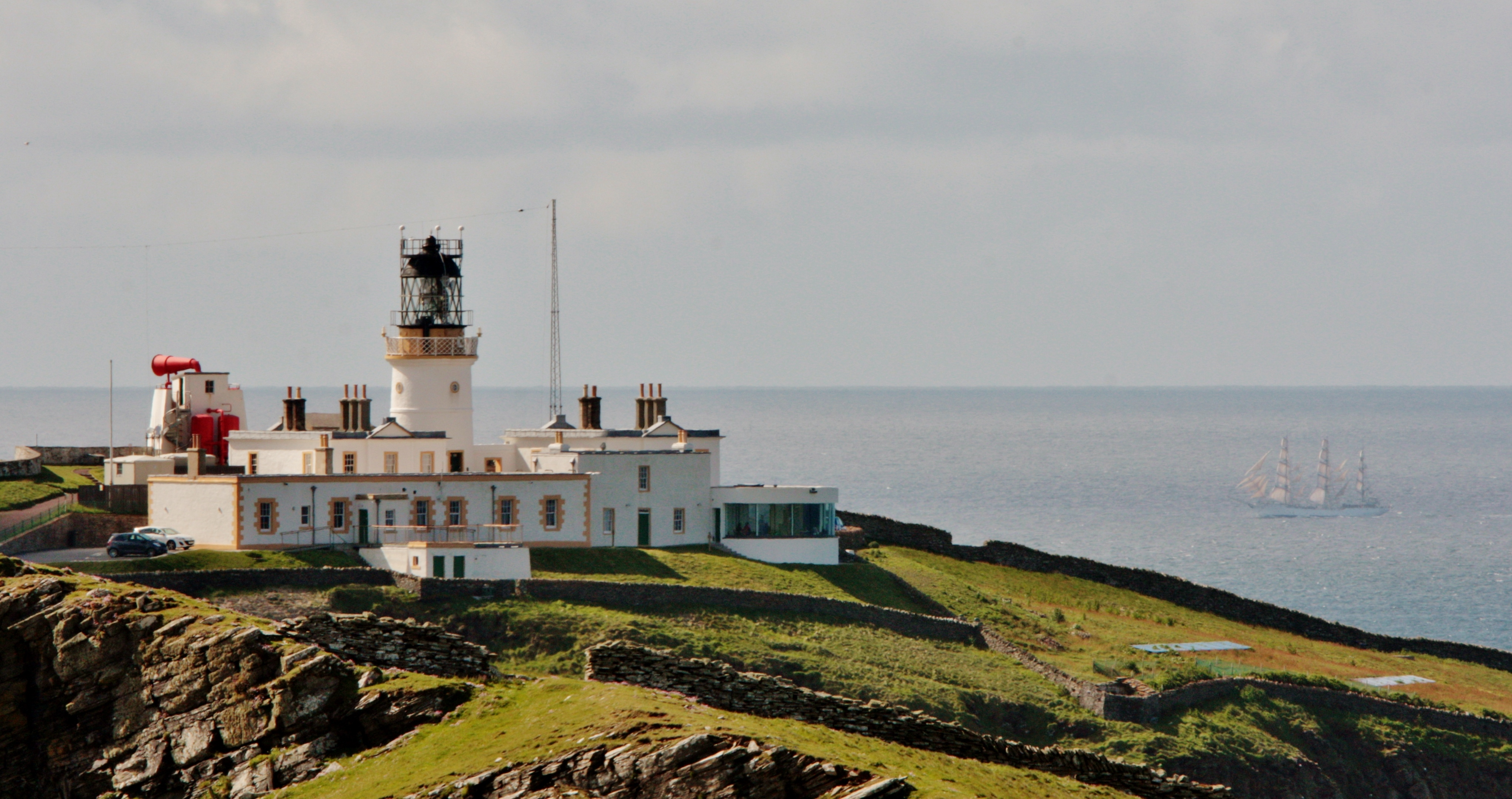
Phare de Sumburgh Head